# 용서받지 못할 저주
용서받지 못할 저주는 흑마법의 도구(tool of Dark Arts)로 임페리우스(조종), 크루시아투스(고문), 아바다 케다브라(살인) 세 가지를 칭한다. 작중 언급으로는 이들 중 하나라도 인간에게 사용했다가는 아즈카반 (Azkaban)에서 종신형을 보내게 된다고 한다. 임페리우스 저주는 자신이 상대를 압도할 수 있어야 하고 크루시아투스 저주는 진정으로 상대가 고통받기를 원하고 상대가 고통받는 것을 즐겨야 위력이 강해진다고 한다. 또, 아바다 케다브라의 경우는 상대의 죽음을 바라야 한다고 한다. 해리 포터와 불사조 기사단에서 해리가 벨라트릭스 레스트랭에게 크루시아투스 저주를 걸었을 때는 고통받는 게 아니라 죽기를 바랐기에 아바다 케다브라를 썼으면 벨라트릭스는 죽었을 것이다.

## 임페리우스 저주
- 주문: 임페리오
- 효력: 상대를 세뇌시킴. 당하는 자에겐 아주 편안한 기분이 들고, 사용자의 목소리가 들림.

## 크루시아투스 저주
- 주문: 크루시오
- 효력: 상대의 세포를 하나씩 타들어가게 하여 말로 표현 할 수 없는 고통을 줌.

## 아바다 케다브라 저주
- 주문: 아바다 케다브라
- 효력: 상대를 고통없이 죽임

## 같이 보기
해리 포터의 마법 목록